# João Luiz da Ros
João Luiz da Ros (Florianópolis, 10 de julho de 1982) , conhecido como Ige, é um jogador de rugby union brasileiro. 
Ige joga como asa, e é um importante jogador da Seleção Brasileira de Rugby. Jogou na etapa classificatória da Copa do Mundo de Rugby de 2007, quando o Brasil foi eliminado pela seleção chilena. Também ganhou duas vezes com a seleção o Campeonato Sul-Americano B em 2006 e 2007.
Começou jogando pelo Desterro Rugby Clube, de Florianópolis - SC , sua cidade natal, onde joga até hoje. Teve passagem pelo rugby da França, onde jogou no time da École d`Agronomie de Dijon, onde foi campeão universitário, em 2007, pontuando 12 trys em 7 jogos. Também atraiu o interesse de Stade Dijonnais, onde ele jogou. João depois voltou para o Desterro.
Está na Seleção Brasileira de Rugby desde 1998. Foi eleito o melhor jogador de rugby do Brasil pela Confederação Brasileira de Rugby Union nos anos de 2012 e 2013. 